# Kate Ryan
Katrien Verbeeck (Tessenderlo, 22 de julio de 1980), más conocida como Kate Ryan, es una cantante belga de ascendencia neerlandesa. Especialmente conocida por sus versiones dance de éxitos musicales en francés, ha ganado un World Music Awards y publicado numerosos sencillos en inglés y francés como Désenchantée, Libertine, Mon cœur résiste encore, Je t'adore (con la que representó a su país en el Festival de Eurovisión),  Ella elle l'a, Only If I o Voyage voyage.

## Carrera
Antes de su carrera como solista, a los 16 años había pertenecido a un grupo pop llamado Melt, una banda musical de Soft rock/pop que estuvo en activo durante dos años, pero no hizo ningún lanzamiento comercial. Posteriormente decidió iniciar su carrera musical en solitario de la mano de su productor con el que lanzó el sencillo trance "Scream for more" en 2001 siendo un éxito en las listas belgas y posteriormente neerlandesas, alemanas, danesas, etc.

### 2002:Différent
Bajo la producción de Andy Janssens y Phil Wilde (productor de 2unlimited), hizo una versión de la canción de Mylène Farmer Désenchantée, siendo su primer gran éxito comercial, logrando gran aceptación en países como Alemania, España o Francia. La canción pertenece a su primer álbum, Différent, lanzado al mercado en 2002. También tuvo gran éxito canciones como Mon coeur résiste encore (la reedición en francés de su primer sencillo "Scream for more") o Libertine (también original de Mylène Farmer). Different logró vender más de 250 000 copias en Europa, logrando certificar en países como Polonia o Suiza.

### 2004:Stronger
El segundo álbum de Kate Ryan se lanza en 2004 aprovechando el tirón que había tenido en 2002 y 2003 con su anterior álbum. En este trabajo se mantiene un marcado carácter dance y se presentó con el sencillo "Only if I" lanzado a nivel europeo. Posteriormente ese año se lanza el segundo sencillo de este álbum, "The promise you made" (una versión del tema de Cook Robin de 1985) y "La promesse" el mismo tema grabado en francés. Finalmente se lanza "Goodbye", una balada de la que fue su autora.

### 2006: Eurovisión
En marzo de 2006 Kate ganó el festival belga  Eurosong, siendo así elegida por el público como representante de su país en el Festival de la Canción de Eurovisión 2006. En el mes de mayo participó en la semifinal del Eurovisión en Atenas con el tema "Je t'adore", interpretado en inglés. Durante la semifinal fue la séptima en cantar y lució un vestido de cristales de Swarovski valorado en 14 000 €, que más tarde vendería con motivos benéficos.
La actuación fue objeto de polémica ya que en el momento clave de la misma, en la que se encendían unos focos y se lanzaban fuegos artificiales, un fallo técnico hizo que los televidentes vieran un plano de la "Green Room" durante apenas un segundo. 
A pesar de ser una de las favoritas (junto a Anna Vissi, Carola Häggkvist o Lordi), no pudo superar la semifinal del festival, que entonces tenía una criba más dura ya que sólo había una eliminatoria, con más países, y no dos como a partir de 2008.
Quedó en el puesto 12.º (sólo se clasificaban las diez primeras), aunque el tema consiguió sonar durante meses en numerosas emisoras europeas.

### 2006:Alive

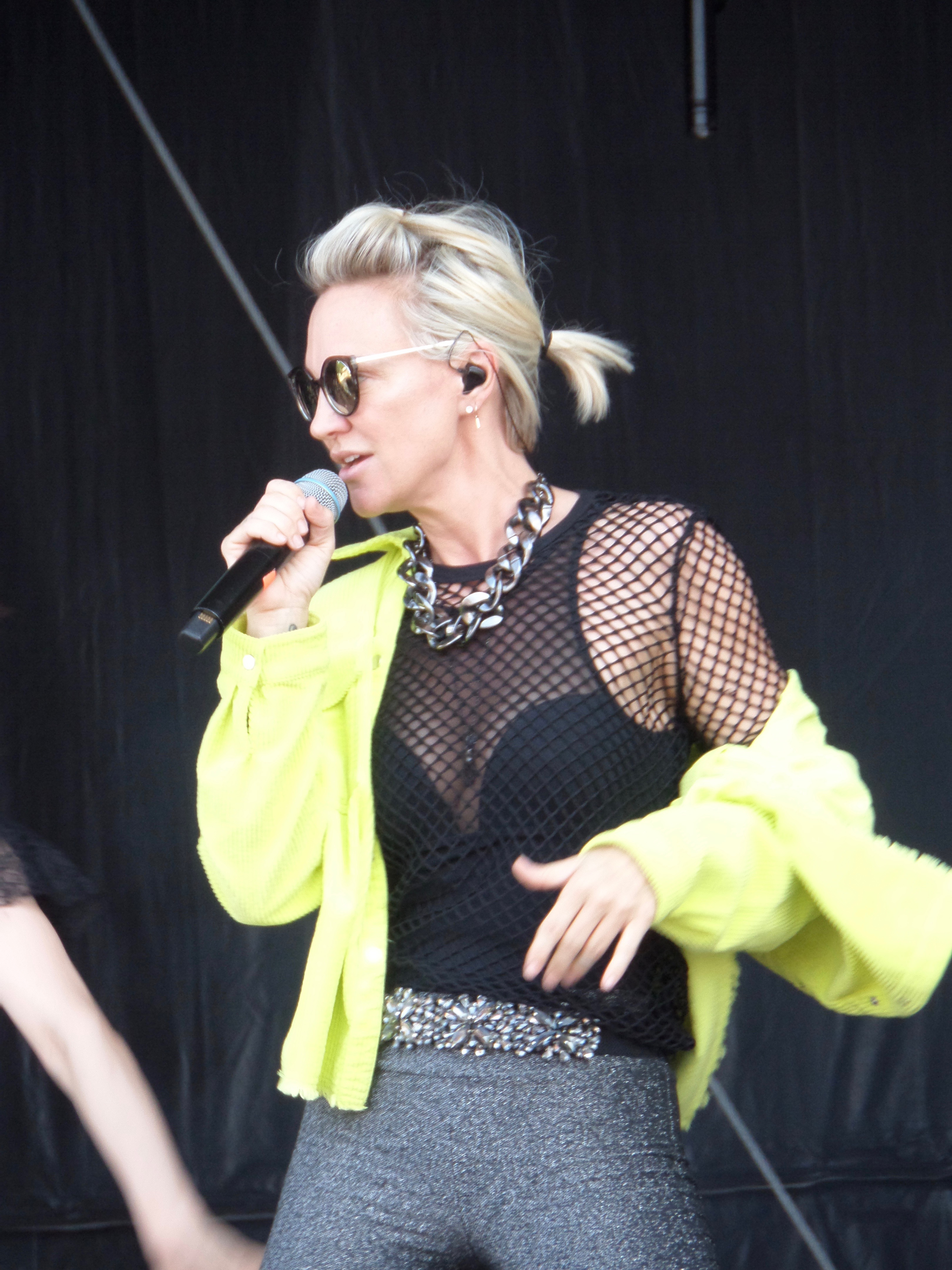
Kate Ryan durante un concierto en 2019 en Alemania

Ese mismo año Kate parte en una gira de conciertos por su país natal y hace apariciones especiales en diferentes países, al mismo tiempo que se dedica a la grabación y producción de su tercer álbum, un material que tendría por género principal "popdance". Con esta nueva producción Ryan buscaba renovar su carrera y abrirse nuevos horizontes en el mercado de la música pop.
Durante los meses posteriores al Festival de Eurovisión "Je t'adore" se encontraba todavía en las listas musicales de diversos países europeos, es por esto que anunció que incluiría el tema en su nuevo disco, además de confirmar que grabaría el tema en francés y sería incluido como un "bonus track".
Durante el mes de agosto estrena su nuevo sencillo Alive, compuesto por el exitoso dúo neerlandés responsable de exitosos proyectos como fueron Chocolate Puma (una de las canciones más populares en las discotecas europeas) y Riva (conocida por su éxito Who do you love now con Dannii Minogue). El sencillo fue puesto a la venta en dos versiones, la primera contendría la versión original de Alive, Alive (versión en francés) y una canción inédita Nothing, que también va incluida en el álbum. La segunda contendría Alive en su versión original y varios remixes. 
Finalmente el 15 de septiembre lanzó a la venta su tercer álbum: Alive, compuesto por 13 canciones, entre ellas Je t'adore, Nothing y Driving Away (editada en el sencillo de Je t'adore) además de 4 Bonus Tracks (las versiones en francés de Je t'adore, Alive, All For You y How Many Times). Entre estas canciones, That Kiss I Miss", una canción dedicada a su madre, que hacia el año 2001 murió de cáncer.
Este álbum no fue un éxito de ventas como los dos anteriores. Este álbum no obtuvo certificación , a pesar de ello Je t'adore obtuvo notables posicionamientos en las listas de ventas europeas.

### 2008:Free
En verano de 2007, lanzó un doble sencillo, con una versión de Voyage Voyage, de la cantante francesa Desireless que fue otro éxito, usando la misma fórmula que la llevó al gran éxito en sus inicios con "Desenchantée" y "Libertine", obteniendo disco de platino y oro en países como España , donde vendió más de 40,000 copias digitales o Polonia, donde superó las 10,000 copias digitales. Además, se lanzó junto con la canción oficial de los "Eurogames 2007", celebrados en Bélgica, "We all belong". 
Tras Voyage Voyage, se lanza en el invierno del 2008 una canción llamada L.I.L.Y. (las iniciales de Like I Love You) con poca repercusión fuera de Bélgica y Polonia donde también es muy conocida. En mayo de ese mismo año lanzó el sencillo Ella elle l'a, versión del éxito de los ochenta de la también "eurovisiva" France Gall. Kate actuó en el programa Operación Triunfo presentando en España su tema "Ella elle L'a" y cantando una canción a dúo con Soraya Arnelas llamada "Tonight we ride" incluida en el disco Free. "Ella elle l'a" fue uno de los temas principales en los programas españoles Supermodelo y Gran Hermano. El 2 de agosto, el sencillo llegó al n.º 1 de la lista de Los 40 Principales, posición que consiguió durante 5 semanas no consecutivas. En España, consiguió vender más de 220,000 tonos de llamadas y 280,000 copias digitales por lo que obtuvo 7 discos de platino en dicho país, siendo su canción más vendida en el mismo por lo que se le obsequió con un disco multiplatino equivalente a 300.000 descargas legales de sus temas "Ella Elle l'a" y "Voyage Voyage" solamente en España. 
En junio de 2008 editó el álbum Free una recopilación de 13 temas (en varios de ellos, ella misma interviene como compositora) y por el que recibió muy buenas críticas. A últimos de noviembre y principios de diciembre ofreció su primera gira de conciertos por el Reino Unido (Clubland tour) y lanzó una versión en inglés de su éxito Ella elle l'a. Con este disco, consiguió un disco de oro en Polonia tras superar las 10,000 copias físicas
El 9 de noviembre de 2008 Kate ganó el prestigioso World Music Award al artista con mayores ventas de Benelux, reconociendo su gran éxito a nivel internacional, ya que su álbum Free ha sido lanzado en más de 40 países hasta la fecha.

### 2009-2012:French ConnectionyElectroshock

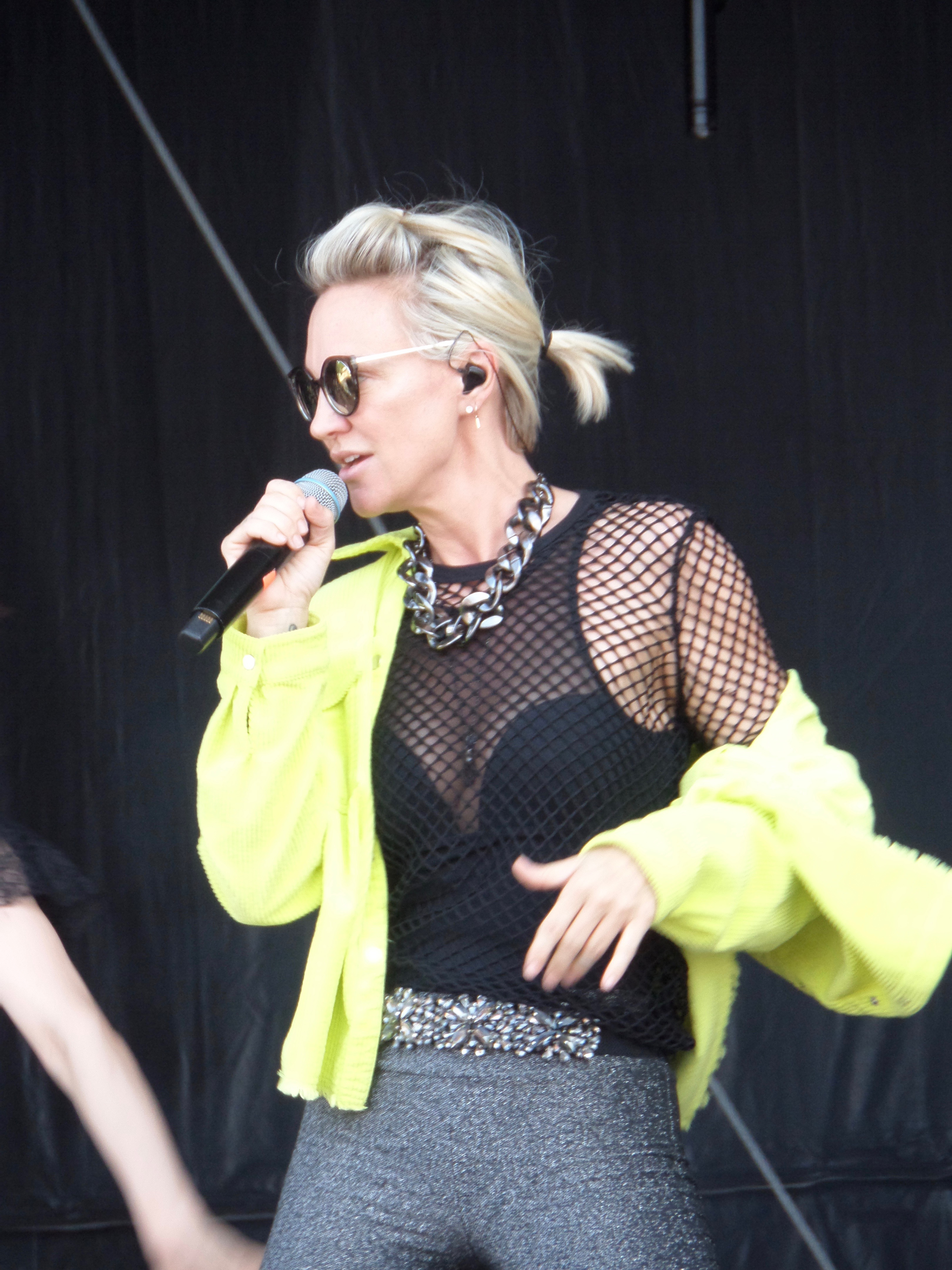
Kate Ryan en concierto

El 15 de junio de 2009, Kate Ryan lanzó un nuevo sencillo que corresponde a otro cover de la cantante France Gall titulado Babacar. Ese año continuó con su gira internacional Free Tour. 
Además, Kate anunció que lanzará 2 nuevos álbumes: uno en francés, en 2009, y otro en 2011. El álbum en francés, llamado French Connection, fue lanzado el 13 de octubre de 2009 en Canadá y el 23 de octubre del mismo año en Bélgica. Los sencillos de este álbum fueron "Babacar" lanzado ya en 2009 y "Évidemment" otro cover de France Gall, esta vez una balada. El álbum consta de una recopilación que contiene versiones (lanzados anteriormente y nuevos), versiones francesas y nuevas versiones de éxitos pasados en francés. Durante 2010 visitó varias veces Canadá donde su álbum tuvo muy buena aceptación y continuó actuando por toda Europa en su "French Connection Tour", haciendo varios conciertos en España (Santander, Bilbao...)
Su último álbum lanzado ,hasta la fecha,  Electroshock, incluye canciones en inglés en su gran mayoría, dejando de lado las versiones francesas y optando por canciones más personales, escritas por ella y su equipo, pero sin perder su esencia dance y bailable.  El primer sencillo de este álbum Love Life fue lanzado el 11 de abril de 2011, obteniendo una gran aceptación tanto en Europa como en países como Canadá. Broken opta como segundo sencillo del álbum, no teniendo la misma repercusión que el anterior. Electroshock se lanzó en 2012.

### Actualidad
Kate Ryan ha seguido lanzando sencillos como Bring Me Down y versiones de míticos temas como Wonderful Life, Runaway (Smalltown boy), Gold (junto al DJ y productor Sam Feldt), Holiday o Wild Eyes. En 2021, realizó una campaña publicitaria junto a cantantes como Soraya, Cascada o Blas Cantó entre otros, reivindicando el trabajo de los agricultores europeos durante la pandemia. Kate participa habitualmente en las celebraciones del Orgullo gay en ciudades europeas como Madrid, Maspalomas, Amberes, Barcelona o Ámsterdam. En 2021, lanzó su tienda oficial en línea FAMM by Kate Ryan donde vende productos varios, desde ropa, hasta complementos para el hogar. En los últimos años es habitual en diversos festivales, especialmente en verano, que se celebran en España, Alemania, Francia, Bélgica, Suecia, etc.

## Discografía

### Álbumes
- 2002: Different
- 2004: Stronger
- 2006: Alive
- 2008: Free
- 2009: French Connection
- 2012: Electroshock

| Álbum             | Listas                                                                                                  | Posición | Certificaciones                               |  |
| ----------------- | --- | -------- | --------------------------------------------- |  |
| Different         | - Lanzamiento: 2002                                                                                     |          | - : 250.000 - : Oro (20,000) - : Oro (35,000) |  |
| Stronger          | - Lanzamiento: 2004                                                                                     |          | - : Oro (35,000)                              |  |
| Alive             | - Lanzamiento: 2006                                                                                     |          | -                                             |  |
| Free              | - Lanzamiento: 30 de mayo de 2008.                                                                      | 26       | - : 500.000 - : Oro (10,000)                  |  |
| French Connection | - Álbum recopilatorio - Lanzamiento: 13 de octubre de 2009 (Canadá), - 23 de octubre de 2009 (Bélgica). | 89       | -                                             |  |
| Electroshock      | - Lanzamiento: 25 de junio de 2012.                                                                     |          | -                                             |  |